# 일본국 헌법 제101조
일본국 헌법 제101조(일본어: 日本国憲法第101条)은 일본국 헌법 제11장 "보칙"의 조문 중 하나이다. 일본국 헌법의 시행과 참의원과의 관계에 대해 규정하고 있다.

## 조문
일본국 헌법 제101조
이 헌법이 시행될 때 참의원이 아직 성립하지 아니한 때에는 그 성립하기 전까지 중의원은 국회로서의 권한을 행사한다.

## 해설
과거 일본 제국 헌법에서 제국의회의 양원은 중의원과 귀족원이었으나 일본국 헌법에서 국회의 양원은 중의원과 참의원으로써, 상원이 귀족원에서 참의원으로 바뀌었으므로 새 상원인 참의원이 설립될 때까지의 경과 규정을 둔 것이다. 참의원 의원 선거를 거쳐 참의원이 설립될 때까지는 중의원이 참의원의 권한까지 대행하도록 하였다.